# Roureda d'Aulàs
La Roureda d'Aulàs és un bosc de roures del terme municipal de Tremp, al Pallars Jussà, dins de l'antic terme d'Espluga de Serra.
Està situat davant i al sud del poble d'Aulàs, a l'esquerra del barranc dels Bancalons i a la dreta del de Sanaüja, al nord-est de lo Tossal.